# William Strang
William Strang né le 13 février 1859 à Dumbarton (Écosse) et mort le 12 avril 1921 à Bournemouth (Angleterre) est un peintre, graveur et écrivain britannique.

## Biographie

### Jeunesse
William Strang est né le 13 février 1859 à Dumbarton, fils de Peter Strang, constructeur de navire, et suivit les cours de la Dumbarton Academy (en). Il travaille durant quinze mois au service comptable d'un constructeurs de navire avant d'aller à Londres en 1875. Il y étudie l'art de la gravure sous la direction d'Alphonse Legros à la Slade School durant six ans.
Strang devient maître assistant dans la classe réservée à l'eau-forte, et connaît un certain succès en tant qu'aquafortiste. En 1880, il est l'un des membres fondateurs de la Royal Society of Painter-Etchers, et son travail est exposé parmi ceux des autres membres lors de la première exposition du groupe en 1881. Certaines de ses premières pièces sont publiées dans The Portfolio, et pour d'autres revues consacrées à l'art.

### Le graveur

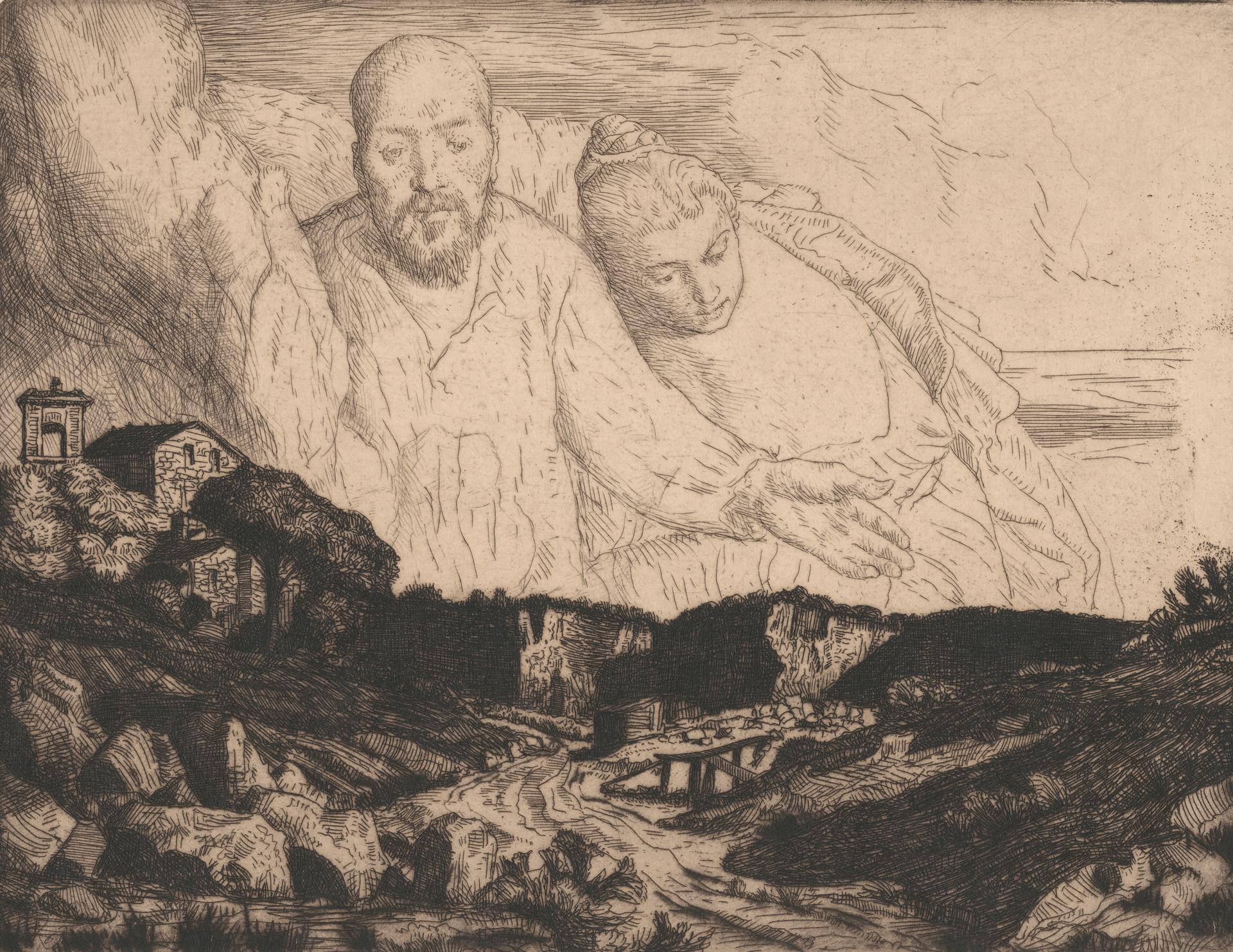
At the Back of Beyond, eau-forte, New Haven, Centre d'art britannique de Yale.

William Strang grave en faisant appel à plusieurs techniques : eau-forte, pointe-sèche, manière noire, manière noir au sable, et burin. La lithographie et le bois sont également requises.
Il a produit au total plus de 300 pièces.
Il illustre quelques ouvrages, parmi lesquels on retiendra l'une de ses premières compositions, pour le recueil du poète écossais William Nicholson, Ballad of Aken Drum, une suite pour La Complainte du vieux marin de Samuel Taylor Coleridge, quelques nouvelles de Rudyard Kipling, une édition du Baron Munchausen (1895) et quelques contes issus des Mille et Une Nuits (1896). De nouvelles gravures sont publiées dans The Dome (1899).
Thomas Hardy, Henry Newbolt, parmi d'autres, ont posé pour lui. Ces portraits, d'une facture originale, devenus rares, sont recherchés par les collectionneurs.
En 1902, Strang démissionne de la Royal Society of Painter-Etchers pour protester contre l'ajout de ses gravures de reproduction à celles, originales, exposées jusqu'alors.

### Le peintre

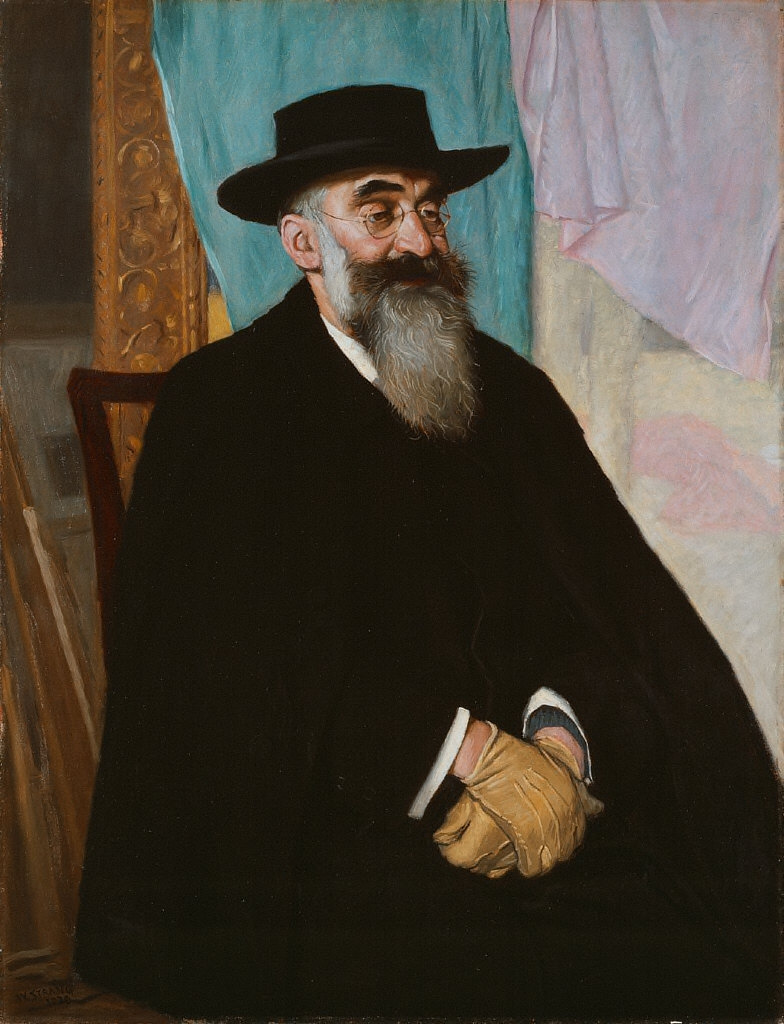
Portrait de Lucien Pissarro (1920), Ottawa, Musée des beaux-arts du Canada.

William Strang a réalisé un certain nombre de peintures, à savoir des portraits, des nus, des paysages, des groupes de paysans, qui ont été exposés de son vivant à la Royal Academy, à la Société internationale de peintres et de graveurs (chez Georges Petit à Paris), et en Allemagne.
Il a peint une série de tableaux autour du thème d'« Adam et Ève » pour la bibliothèque d'un certain Hodson, propriétaire à Wolverhampton, lesquels furent exposés à Whitechapel en 1910.
Strang est élu membre graveur associé de la Royal Academy en 1906. Il est maître-compagnon de l'Art Workers' Guild en 1907 où son portrait peut être vu.
Il meurt le 12 avril 1921 à Bournemouth et est inhumé à Londres au Kensal Green Cemetery.

### L'écrivain
William Strang a également pratiqué la littérature. Il est l'auteur de Death and the Ploughman's Wife, une ballade illustrée par ses soins, en 1888 (publiée en 1894 par Lawrence and Bullen), puis de The Earth Fiend (Elkin Mathews and John Lane, 1892). Il écrit aussi des nouvelles restées inédites.
En 1897, Stang écrit en compagnie de Hans Wolfgang Singer un essai sur la gravure, Etching, engraving and the other methods of printing pictures chez Trubner and Co (Londres), comportant dix pièces originales.

### Vie privée
En 1885, William Strang épouse Agnes McSymon (morte en 1933), originaire de Dumbarton. Ils ont quatre fils et une fille.
Ses fils Ian Strang (en) (1886-1952) et David Strang (1887-1967) sont également artistes.
En 1955, David Strang offrit les planches gravées par son père à la National Gallery of Scotland, en les accompagnant de notes.

Peintures et dessins de William Strang
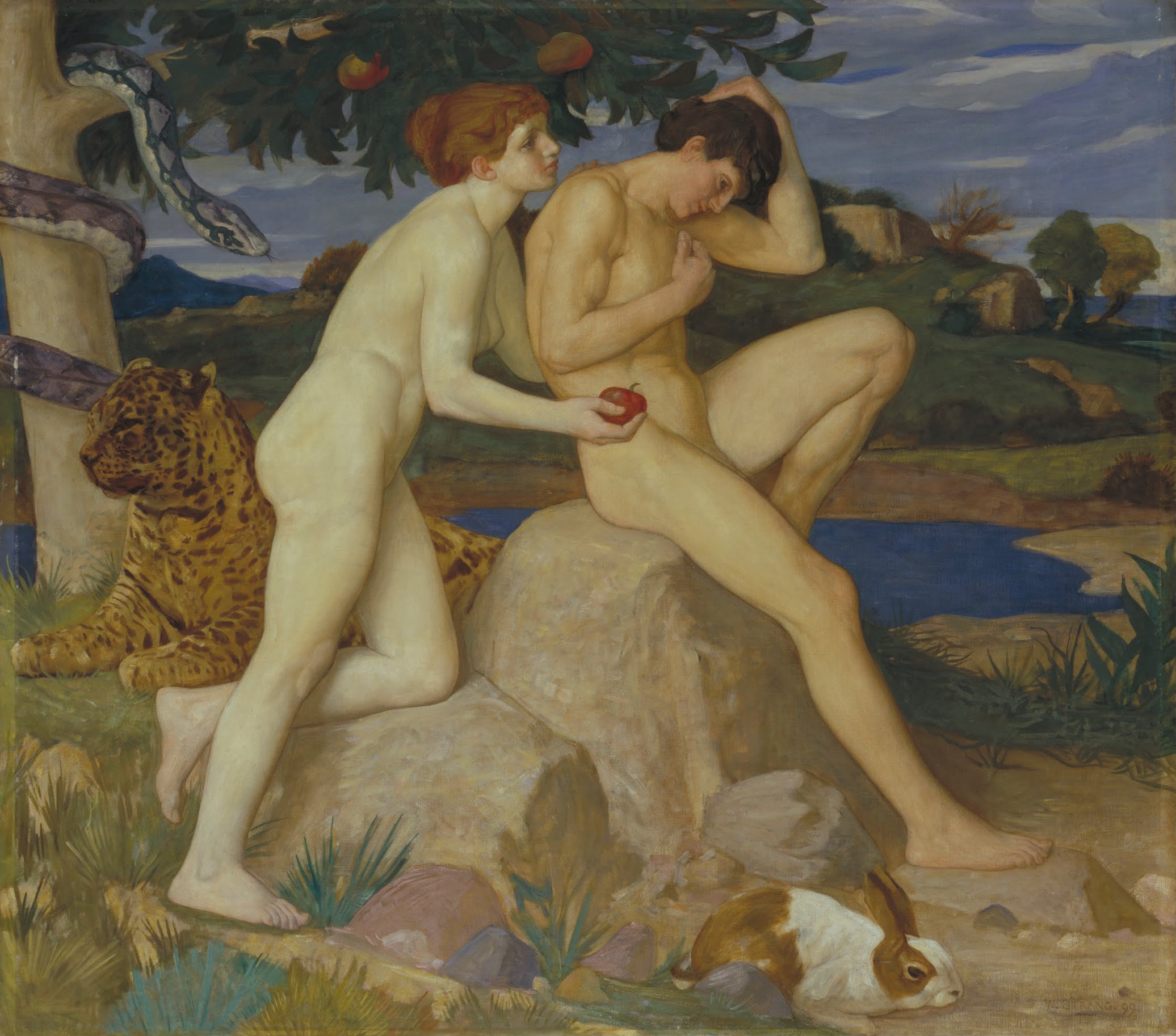
The Temptation (1899), Londres, Tate Britain.
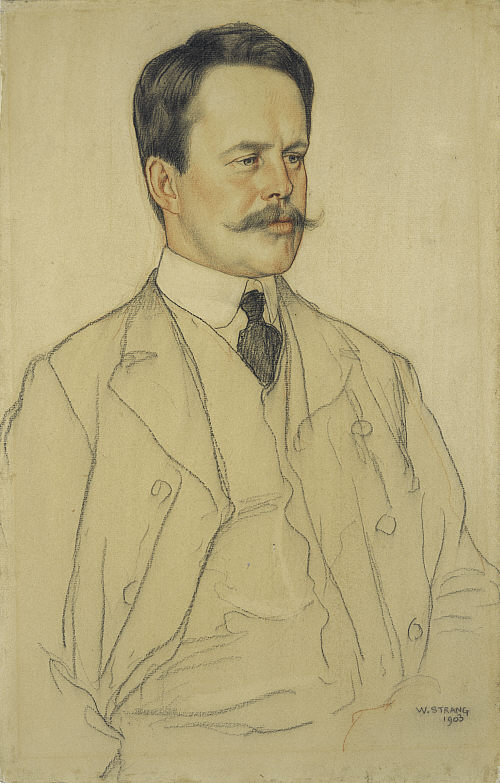
Neil Munro, 1864-1930. Author (1903), pastel, Édimbourg, Galerie nationale d'Écosse.
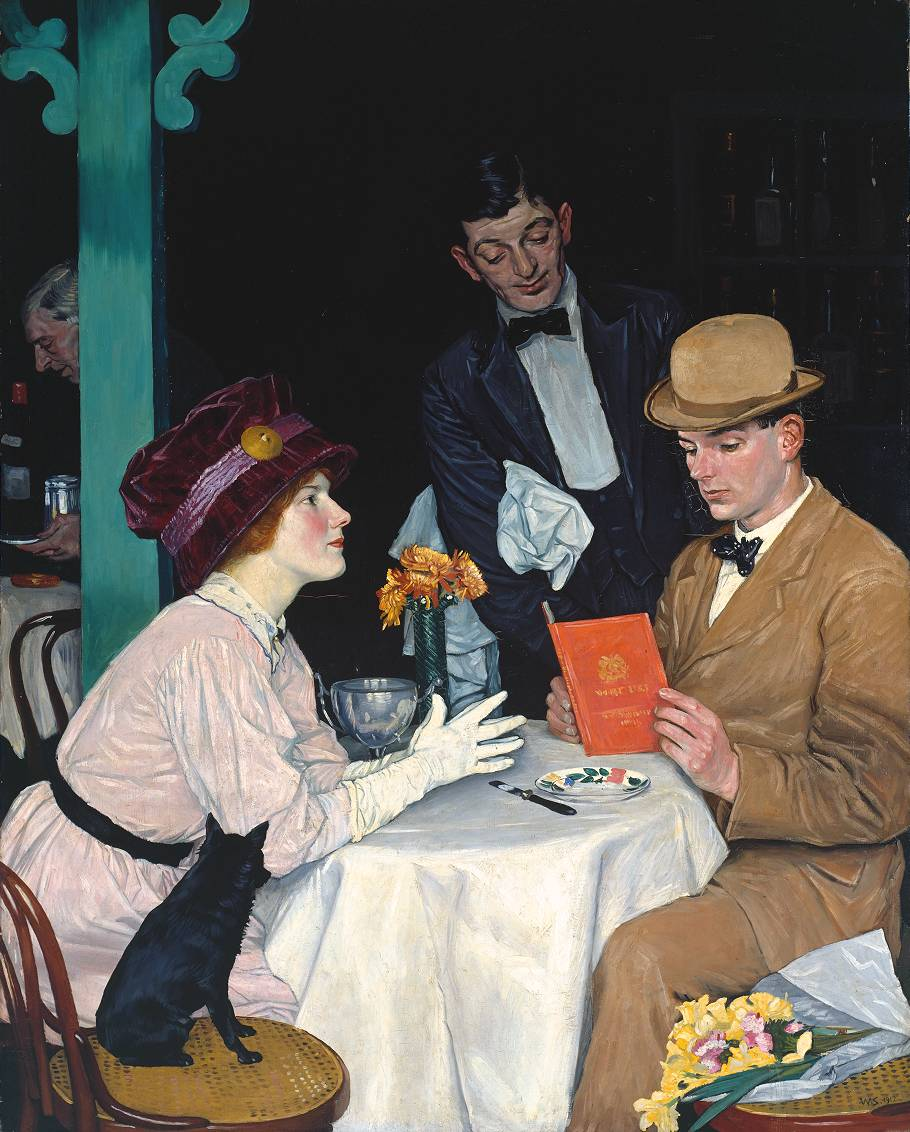
Bank Holiday (1912), Londres, Tate Britain.
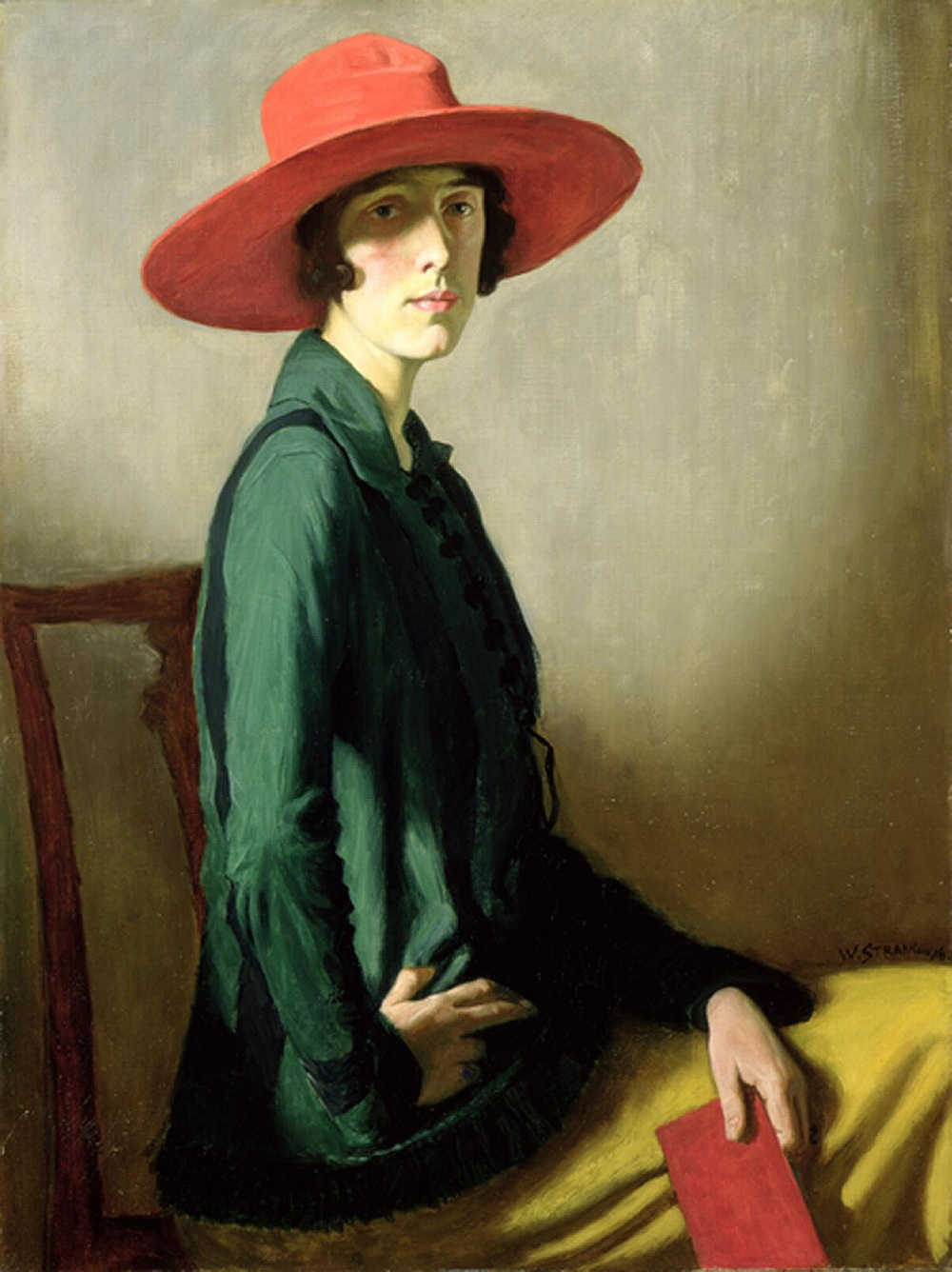
Lady with a Red Hat (1918), Glasgow, Kelvingrove Art Gallery and Museum. Portrait de Vita Sackville-West.

Estampes par William Strang
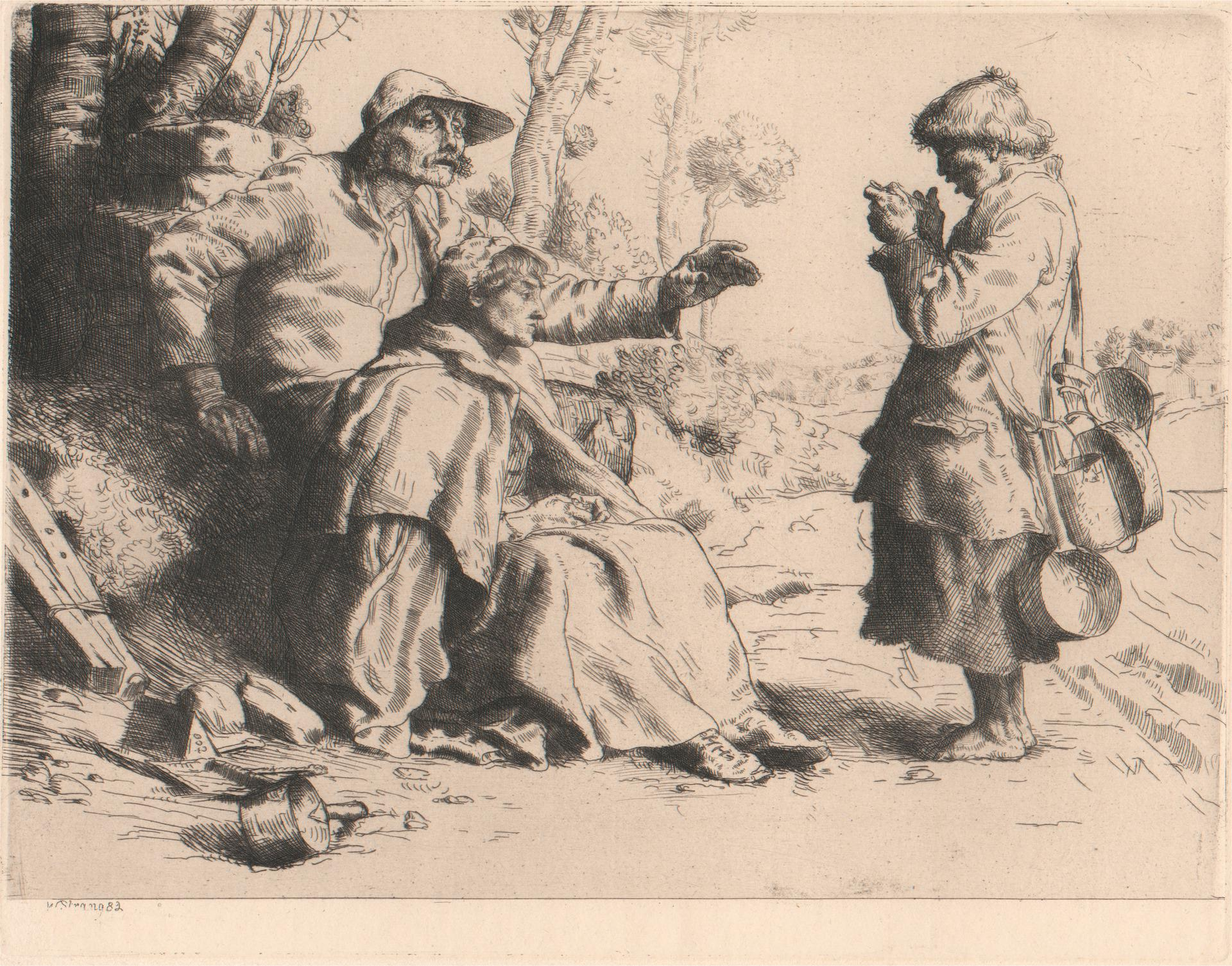
Tinkers (1882), New Haven, Centre d'art britannique de Yale.
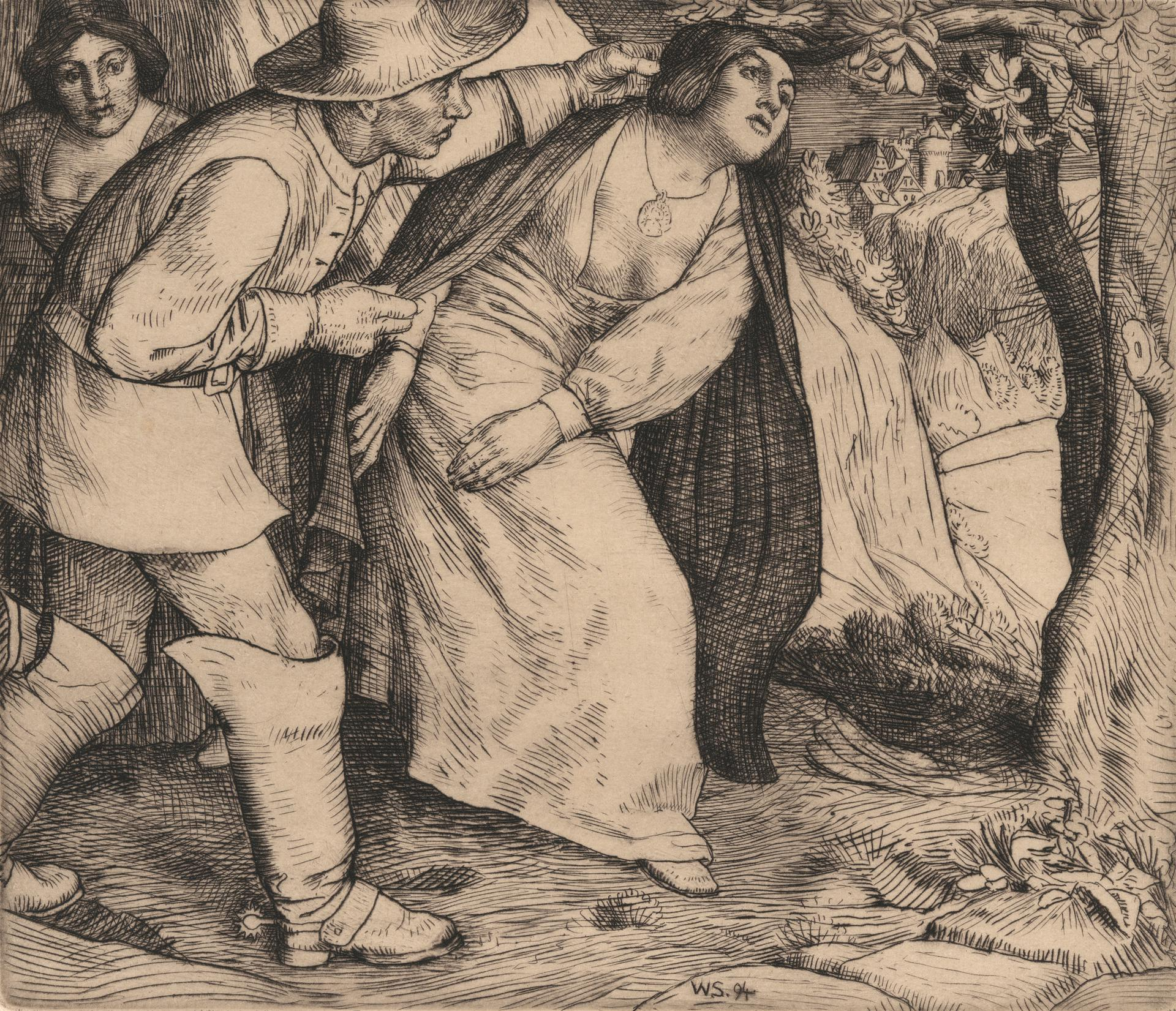
The Hangman's Daughter (1894), New Haven, Centre d'art britannique de Yale.
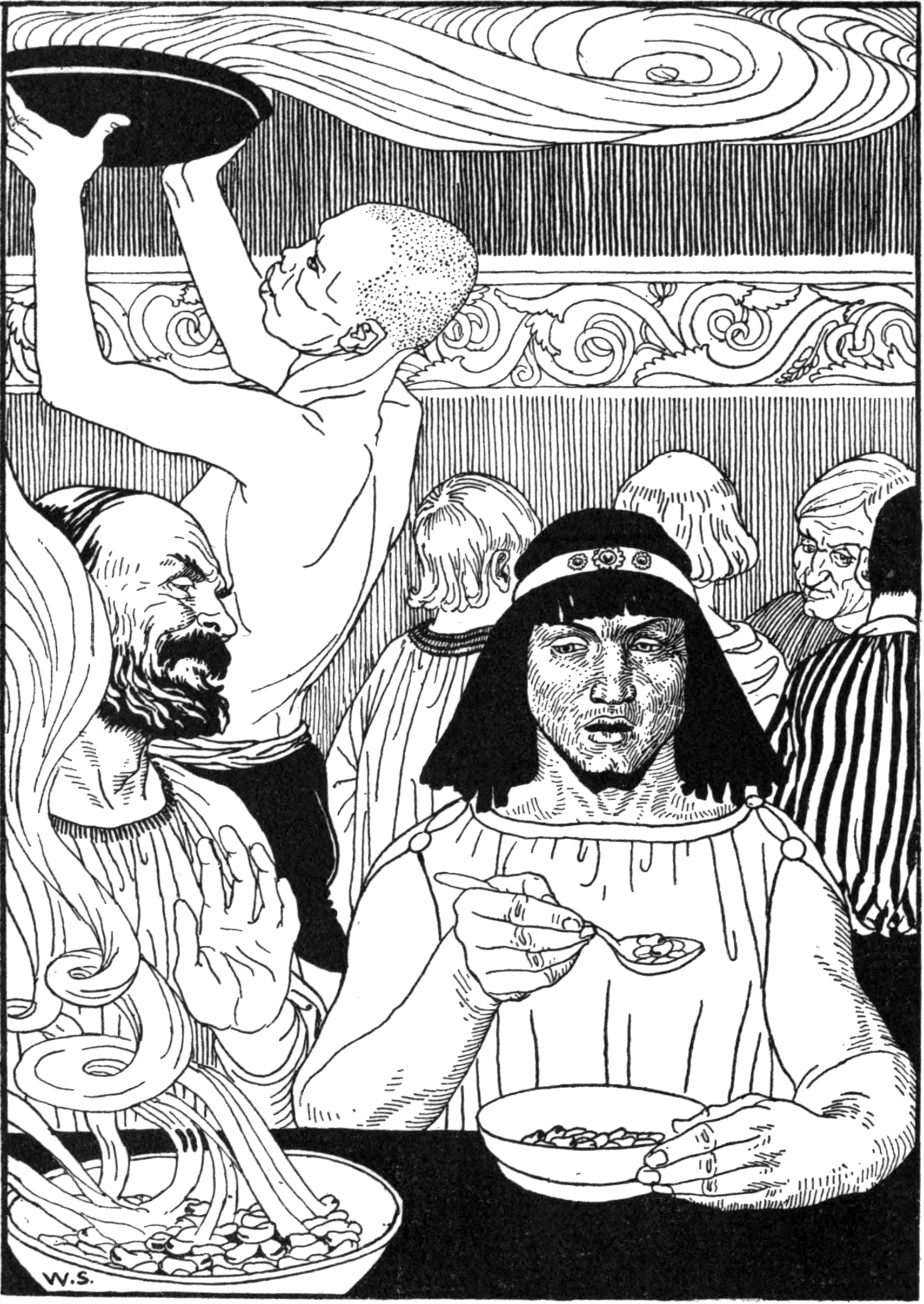
The Banquet of beans (1894), bois gravé pour Le Banquet de Lucien de Samosate.
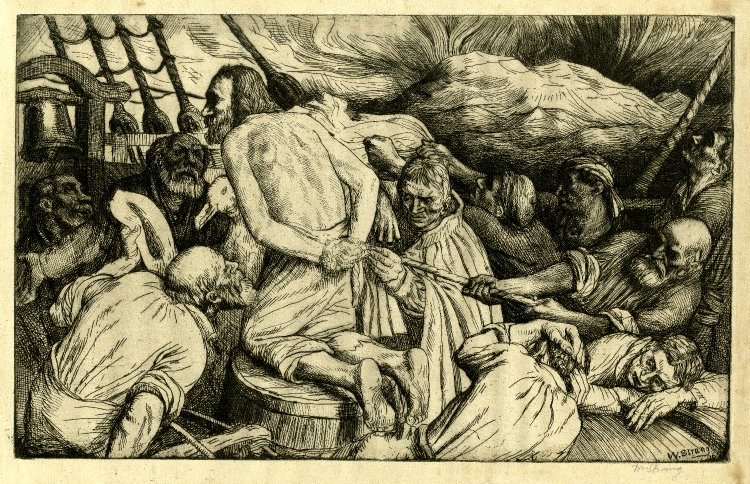
The Albatross about my Neck was Hung (1896), Londres, British Museum.
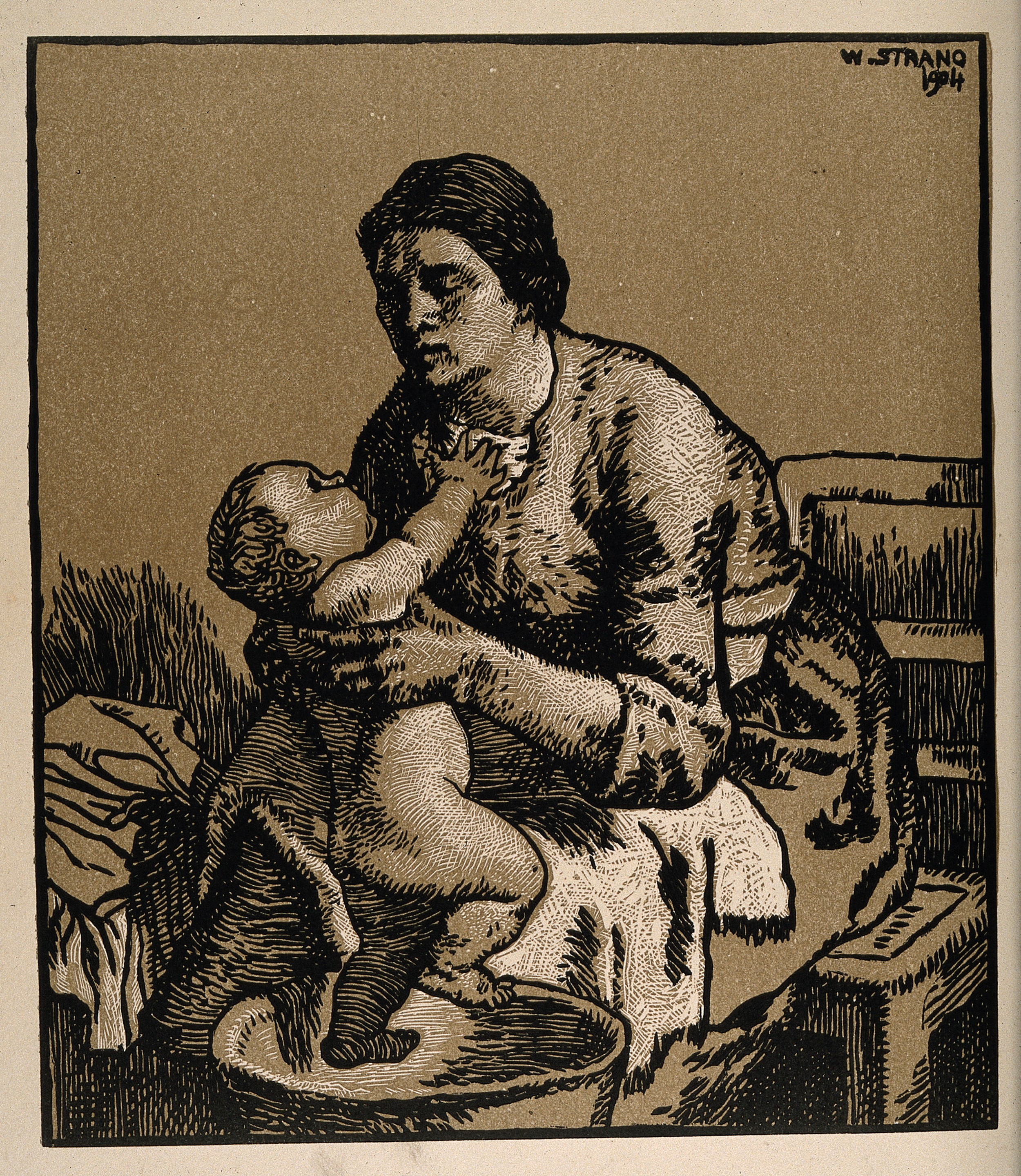
A woman washing her baby (1904).
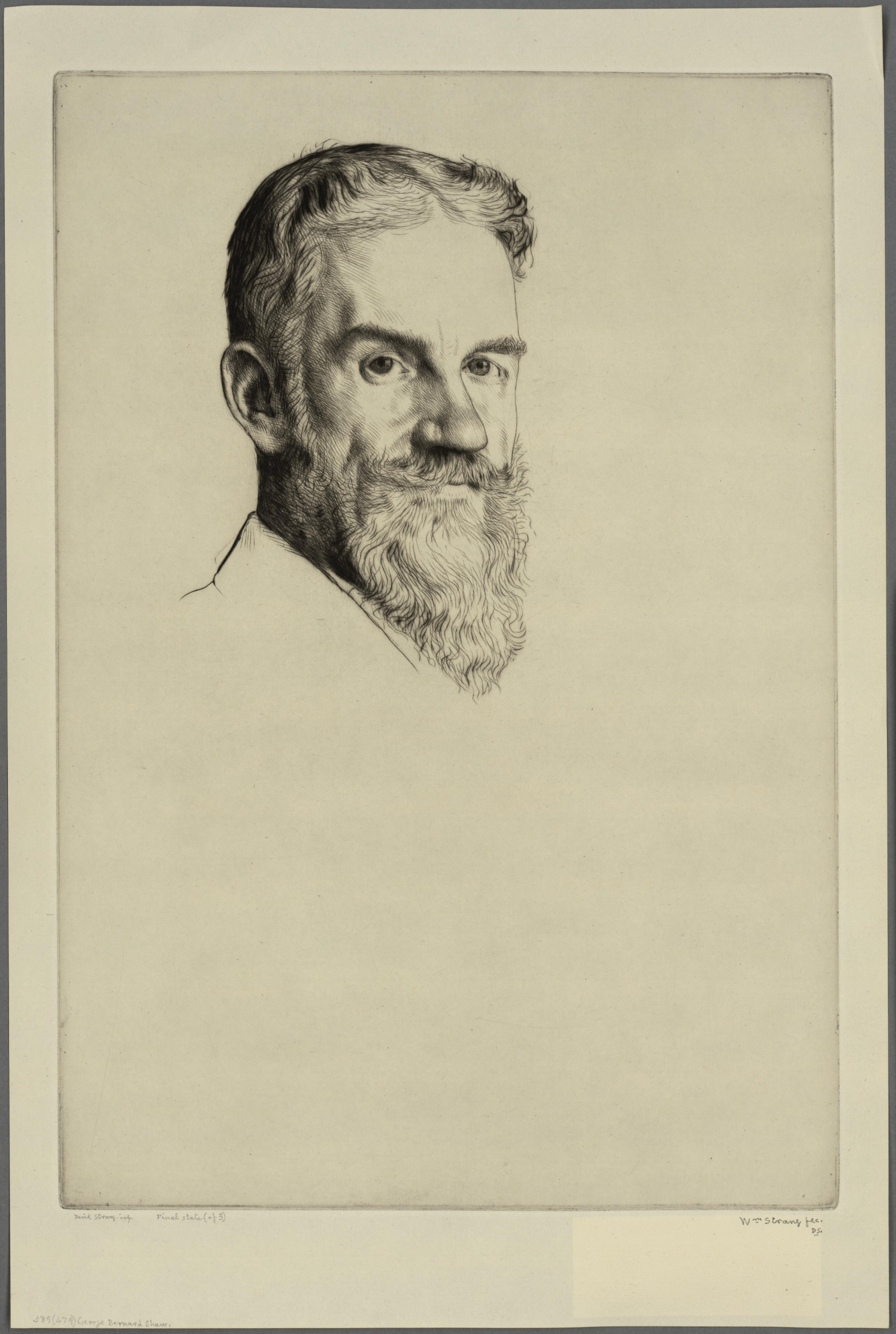
George Bernard Shaw (1907), Aberystwyth, Bibliothèque nationale du pays de Galles.
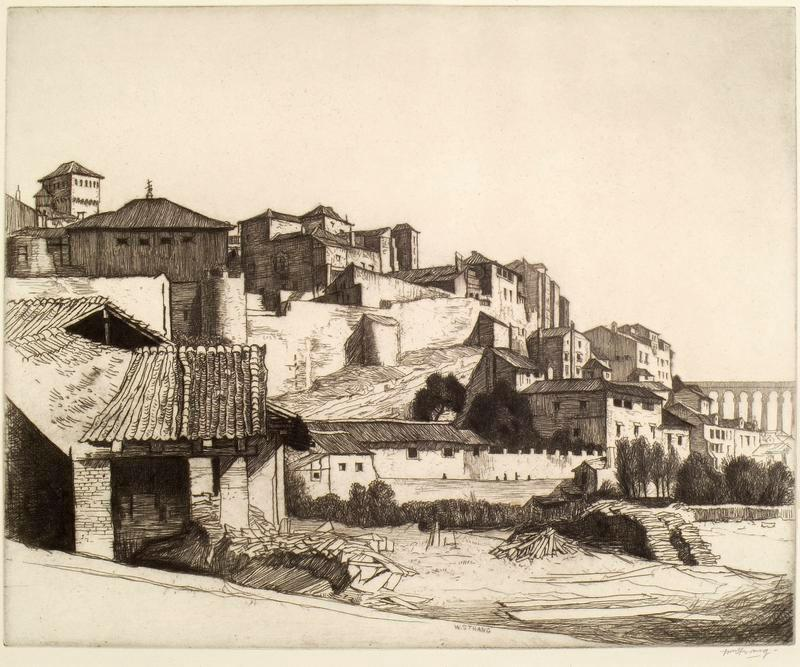
Old Walls And Roman Viaduct, Segovia, Aberdeen Art Gallery (en).